# 1 tháng 9
Ngày 1 tháng 9 là ngày thứ 244 (245 trong năm nhuận) trong lịch Gregory. Còn 121 ngày trong năm.

## Sự kiện
- 1449 – Sự biến Thổ Mộc bảo: Dã Tiên thái sư lãnh đạo quân Ngõa Lạt bộ Mông Cổ đại thắng quân Minh, bắt Minh Anh Tông làm tù binh.
- 1631 – Quân Kim dưới quyền chỉ huy của Hoàng Thái Cực hội quân dưới chân thành Đại Lăng Hà của Minh, bắt đầu bao vây thành.
- 1858 – Liên quân Pháp-Tây Ban Nha khai hỏa tấn công Đà Nẵng, khởi đầu nỗ lực xâm chiếm Việt Nam của Pháp.
- 1914 – Bồ câu viễn khách tuyệt chủng khi cá thể cuối cùng chết ở vườn động vật Cincinnati, Ohio, Hoa Kỳ.
- 1923 – Đại thảm họa động đất Kantō mạnh 7,9 độ Richter tại vùng Kantō của Nhật Bản làm hơn 100.000 người chết.
- 1939 – Đức Quốc xã bất ngờ tấn công Ba Lan, Chiến tranh thế giới thứ hai bùng nổ tại Châu Âu.
- 1951 – Khối hiệp ước An ninh quân sự Úc - New Zealand - Mỹ (ANZUS) được thành lập tại San Francisco, Hoa Kỳ.
- 1952 – Tiểu thuyết Ông già và biển cả của Ernest Hemingway được xuất bản lần đầu tiên.
- 1969 – Muammar Gaddafi tiến hành đảo chính không đổ máu lật đổ Quốc vương Idris của Libya.
- 1980 – Chuyến Marthon Hy vọng của Terry Fox kết thúc gần vịnh Thunder, Ontario, Canada.
- 1983 – Liên Xô bắn hạ một máy bay dân sự của Korean Air Lines gần đảo Sakhalin.
- 2022 – Vụ ám sát Phó Tổng thống Argentina Cristina Fernández de Kirchner bất thành, nghi phạm đã bị bắt giữ.

## Sinh
- 1910 – Phaolô Nguyễn Văn Bình, giám mục Công giáo người Việt Nam, nguyên Tổng giám mục Tổng giáo phận Sài Gòn.
- 1913 – Trần Văn Tuyên, lãnh tụ Việt Nam Quốc dân Đảng, phó thủ tướng Việt Nam Cộng hòa
- 1920 – Bùi Xuân Phái, họa sĩ Việt Nam (m. 1988)
- 1957 – Gloria Estefan, ca sĩ, diễn viên Cuba–Mỹ
- 1962 - Ruud Gullit,cầu thủ bóng đá người Hà Lan
- 1984 - Lương Bích Hữu, nữ ca sĩ người Việt Nam
- 1989 - Lâm Vỹ Dạ, nữ diễn viên Việt Nam
- 1991 - Thanh Sơn, diễn viên người Việt Nam
- 1996 - Kiều My, diễn viên người Việt Nam
- 1997 – Jeon Jungkook, ca sĩ, vũ công người Hàn Quốc, thành viên nhóm nhạc BTS.
- 2003 - An Yu-jin, cựu thành viên nhóm nhạc nữ Hàn Quốc IZ*ONE, thành viên nhóm nhạc nữ Hàn Quốc IVE.

## Mất
- 1895 – Nguyễn Phúc Miên Vãn, tước phong Cẩm Giang Quận công, hoàng tử con vua Minh Mạng (s. 1832)
- 1898 – Trương Vĩnh Ký, nhà báo và nhà ngôn ngữ học người Việt Nam (s. 1837)
- 1914 – Martha, con bồ câu viễn khách cuối cùng trên thế giới, đã chết ở vườn thú Cincinnati, Cincinnati.
- 1970 – François Mauriac, nhà văn người Pháp (s. 1885)

## Những ngày lễ và kỷ niệm
- Ngày Tri thức